# طفل مزعج

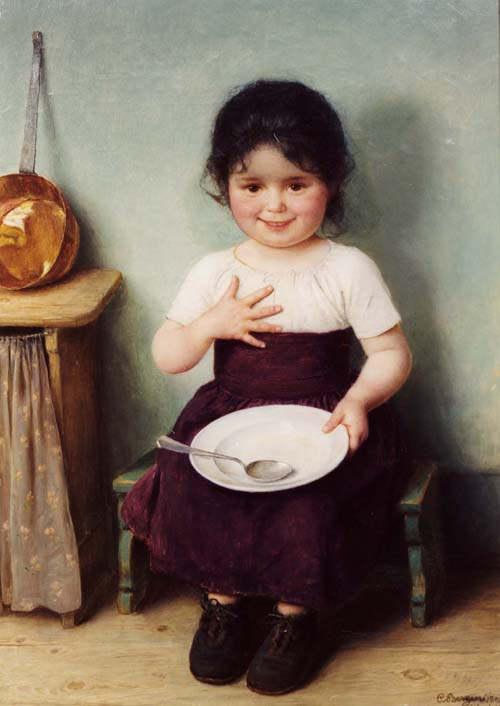

الطفل المدلل أو الطفل المزعج هو تعبير ازدرائي يستهدف الاولاد الذين يعانون من مشاكل سلوكية بسبب الإفراط الزائد في المأكل والمشرب من قبل والديهم أو مَن يرعاهم. ويمكن وصف الأطفال والمراهقين الذين يُنظر إليهم على أنهم مدللون بأنهم «منغمسون في الملذات»، أو «مهووسون بالعظمة»، أو «نرجسيون»، أو «متراجعون أنانيون». وعندما يعاني الطفل من حالة عصبية مثل التوحد أو اضطراب نقص الانتباه مع فرط النشاط أو التخلف العقلي، قد ينظر إليه المراقبون على أنهم «مدللون» وليس بهم أي مرض. ولا يوجد تعريف علمي محدد للمعنى «مدلل»، وعادةً لا يرغب الأطباء في استخدام هذه التسمية نظراً لأنها تعتبر غامضة وازدرائية. لا يعتبر المدلل مضطرب عقلياً في أي من الأدلة الطبية، مثل ICD-10 أو DSM-IV أو DSM-5.

## إعتبارها كمتلازمة
في عام 1948، استحدث ريتشارد ويفر في كتابه المعنون «الأفكار لها عواقب» مصطلح «نفسية الأطفال المدللين». وفي عام 1989، صاغ بروس ماكينتوش مصطلح «متلازمة الطفل المدلل». تتميز المتلازمة «بسلوك مفرط وأناني وغير ناضج»، وقد تشمل عدم الاكتراث بالآخرين، نوبات الغضب المتكررة، العجز عن معالجة التأخر في إشباع الرغبات، مطالب المرء بأن يكون له طريقه الخاص، إعاقة الأعمال، والتلاعب النفسي لينال مبتغاه. عزا ماكينتوش هذه المتلازمة إلى «فشل الوالدين في فرض حدود متسقة ومناسبة للعمر». لاحظ أخرون، مثل إيلوارد، أن الطباع ربما تكون عاملاً مساهماً. ويلاحظ ماكينتوش أن «العديد من السلوكيات التي تسبب المشاكل التي تثير قلق الوالدين لا علاقة لها بالتدلل على النحو المفهوم بشكل صحيح». وقد تنتابهم نوبات غضب من حين إلى آخر دون ان يقعوا تحت فئة المدللين. تتضمن الحالات القصوى لمتلازمة الاولاد المدللين نوبات الغضب المتكررة، الاعتداء الجسدي، عدم الإلتزام بالقوانين، السلوك المدمِّر، ورفض الامتثال حتى للمتطلبات اليومية البسيطة. ويمكن أن يكون ذلك مشابها لصور الأطفال الذين تم تشخيصهم بتجنب طلب الحاجة المرضي، والذي يعد نوع من أنواع التوحد.

### الأسباب المحتملة
- عدم فرض الوالدين حدودا ثابتة ومناسبة للعمر.[5]
- الآباء يحمون الطفل من الإحباطات اليومية العادية.[5]
- تقديم هدايا مادية مفرطة، حتى عندما لا يكون الطفل قد تصرف تصرفاً لائقاً.[5]
- قدوة غير لائقة من الآباء.[5]